# Hamptjärnen (Hackås socken, Jämtland)
Hamptjärnen är en sjö i Bergs kommun i Jämtland och ingår i Indalsälvens huvudavrinningsområde.